# 米雪拉·克拉查克
米雪拉·克拉查克（Michaëlla Krajicek，1989年1月9日—），荷蘭前職業網球運動員，她的WTA單打最高世界排名為第三十位（2008年2月11日）。

## 個人生活
米雪拉·克拉查克在1989年出生於台夫特，她是1996年溫布頓網球錦標賽的男子單打冠軍得主的同父異母的妹妹, 她的綽號為Kleine Kraai（Little Kraai）。
她現在居住於布雷登頓。

## 外部連結
- 米雪拉·克拉查克的国际女子网球协会官方資料（英文）
- 米雪拉·克拉查克的國際網球總會 職業／青少年 官方資料（英文）
- Fed Cup - Player profile - Michaella KRAJICEK (NED) （页面存档备份，存于）